# La Malbaie
La Malbaie – miasto w Kanadzie, w prowincji Quebec, w regionie Capitale-Nationale i MRC Charlevoix-Est. Centrum miasta znajduje się u ujścia rzeki Malbaie do Rzeki Świętego Wawrzyńca, jednak administracyjnie La Malbaie obejmuje również spory obszar wzdłuż wybrzeży obu tych rzek. Nazwa miasta wywodzi się od nadanej w 1608 roku przez założyciela Québecu, Samuela de Champlaina, nazwy malle baye ("zła zatoka") wodom w okolicy dzisiejszego miasta, ze względu na ich zamulenie.
Liczba mieszkańców La Malbaie wynosi 8 959. Język francuski jest językiem ojczystym dla 98,0%, angielski dla 0,4% mieszkańców (2006).